# Усть-Янчер
Усть-Янчер — посёлок в Кочёвском районе Пермского края. Входит в состав Кочёвского сельского поселения. Располагается юго-западнее районного центра, села Кочёво, на левом берегу реки Коса вблизи устья реки Янчер. Расстояние до районного центра составляет 19 км. По данным Всероссийской переписи населения 2010 года, в посёлке проживало 126 человек (68 мужчин и 58 женщин).

## История
По данным на 1 июля 1963 года, в посёлке проживало 302 человека. До конца 1962 года населённый пункт входил в состав Дуровского сельсовета, а в 1963 году посёлок вошёл в состав Кочёвского сельсовета.